# Линдберг, Ильва
Ильва Мария Линдберг (швед. Ylva Maria Lindberg; в браке Мартинсен (норв. Martinsen); 29 июня 1976, Стенселе, коммуна Стуруман, Швеция) — шведская хоккеистка и тренер. Играла на позиции защитника в клубах «Стуруман», «Нака», «АИК», «Мелархёйден/Бреденг» и «Сегельторп». Игрок национальной сборной Швеции, проведшая 191 международный матч. Исполняла обязанности капитана национальной сборной. Выступала на трёх Олимпиадах, став серебряным призёром 2006 года и бронзовым призёром 2002 года. Бронзовый призёр чемпионата мира 2005. Двукратный серебряный чемпионатов Европы (1993 и 1995). Шестикратная чемпионка Швеции. Завершила игровую карьеру по окончании сезона 2009/10, в котором исполняла обязанности играющего тренера.
С 2009 по 2012 год работала тренером в клубе «Сегельторп». Исполняла обязанности главного тренера в сборной Швеции на чемпионате мира 2012. Два года была главным тренером АИКа, который под её руководством стал чемпионом Швеции 2013 года. С 2015 по 2018 год главный тренер юниорской сборной Швеции. С национальной командой до 18 лет завоёвывала серебряные (2018) и бронзовые (2016) медали юниорских чемпионатов мира. Со сборной до 16 лет выиграла хоккейный турнир Зимних юношеских Олимпийских игр 2016 в Лиллехаммере. В 2018 году назначена главным тренером сборной Швеции. Руководила национальной командой на чемпионате мира 2019, по итогам которого шведская сборная заняла 9-е место и впервые в своей истории перешла в первый дивизион. До прихода на тренерскую должность в национальной сборной 9 лет работала в полиции, во внешней службе. В апреле 2018 года была включена в Зал славы шведского хоккея.

## Биография

### Игровая карьера
Ильва Линдберг родилась в деревне Стенселе (коммуна Стуруман), насчитывающей 300 жителей. Её дядя играл в хоккей с шайбой в ближайшей к Стенселе команде — «Стуруман». Линдберг с раннего детства начала заниматься хоккеем с мячом и конькобежным спортом. Начала играть в хоккей с шайбой в возрасте 9-ти лет в «Стурумане». Долгое время Ильва играла вместе с мальчиками. Линдберг полностью перешла в женский хоккей в возрасте 15-ти лет, когда начала обучение в средней школе в Вильхельмине. Во время учёбы жила у пожилой женщины. В свободное время Ильва занималась судейством в матчах детских команд. В составе женской команды «Вильхельмина» она принимала участие в финальном раунде чемпионата Швеции. В 15 лет Линдберг дебютировала за сборную Швеции. В 1993 году она приняла участие на своём первом крупном турнире — чемпионате Европы 1993. Она стала лучшим снайпером среди защитников своей команды и помогла сборной завоевать серебряные медали. В следующем году Ильва сыграла на чемпионате мира 1994, завершившийся для сборной Швеции вне призовых мест. В сезоне 1995/96 Линдберг завоевала свою вторую серебряную медаль на чемпионатах Европы. После окончания чемпионата с ней связался менеджер столичной команды «Нака» Пео Свенссон и предложил перейти в его команду. Линдберг согласилась и переехала в Стокгольм, где новый клуб снял ей квартиру и способствовал трудоустройству в клининговую компанию. В первом своём сезоне за «Наку» Ильва вместе с командой завоевала бронзовые медали, победив в матче за 3-е место МОДО со счётом 14:0. В следующем чемпионате Линдберг выиграла свой первый чемпионский титул. Она вошла в состав сборной Швеции на Зимние Олимпийские игры 1998 в Нагано. Шведки заняли на турнире предпоследнее место, опередив только хозяек соревнования, сборную Японии. По словам Линдберг, на Играх 1998 года у сборной в силу многих причин не было возможности бороться за более высокие места. В межсезонье 1998 года лучший клуб страны «Нака» был расформирован из-за недостаточной поддержки Шведской хоккейной ассоциацией. Часть его лидеров ушла в команду «Мелархёйден/Бреденг», другая, включая Линдберг, подписали контракт с АИКом.
В АИКе Линдберг трижды выходила в финал чемпионата Швеции, все из которых завершались победами соперниц. В период с 1998 по 2001 год она играла на трёх чемпионатах мира, дважды в статусе капитана национальной команды. По признанию Ильвы, она считает чемпионата мира 2000 в Миссиссоге лучшим турниром, в котором принимала участие, во многом из-за создаваемой болельщиками атмосферы. Перед сезоном 2001/02 Линдберг вернулась в Стокгольм, подписав контракт с командой «Мелархёйден/Бреденг». С новым клубом она выиграла четыре чемпионских титула в пяти проведённых сезонах. В столице Линдберг сначала работала охранником, с 2004 по 2007 год являлась пожарным в аэропорту «Арланда». В сезоне 2001/02 она готовилась к выступлению на Зимних Олимпийских играх 2002. В преддверии турнира шведки сыграли пять контрольных матчей со сборной Финляндии, выиграв только один матч. Учитывая результаты подготовки, Шведская хоккейная ассоциация не рассчитывала на высокий результат женской сборной на Олимпиаде. Однако, шведки выиграли бронзовые медали, взяв реванш у сборной Финляндии. В следующем году Линдберг играла на чемпионате мира 2004, который завершила с худшим показателем полезности в шведской сборной. В 2005 году она сыграла на домашнем мировом первенстве. Сборная Швеции впервые для себя завоевала бронзовые медали чемпионатов мира. В сезоне 2005/06 Ильва готовилась сыграть на своей третьей Олимпиаде. На Играх 2006 года шведская сборная сотворила главную сенсацию женского хоккея, завоевав серебряные медали. Во время группового раунда Линдберг получила травму — грыжу межпозвоночного диска в поясничном отделе позвоночника. Она пропускала полуфинальный матч против сборной США, поддерживая команду рядом на скамейке запасных. Шведки впервые вышли в финал, в котором Линдберг, несмотря на повреждение, вышла на лёд. Решающий матч завершился победой сборной Канады со счётом 4:1. Олимпиада 2006 стала последним крупным международным турниром для Ильвы.
В 2007 году Линдберг поступила в полицейскую академию. Перед сезоном 2007/08 «Мелархёйден/Бреденг» был реорганизован в «Сегельторп», в котором Ильва продолжила карьеру. В свой первый сезон «Сегельторп» вышел в финал, где проиграл в овертайме АИКу — 1:2. В сезоне 2008/09 Линдберг вновь принимала участие в международных матчах в составе сборной. В чемпионате Швеции «Сегельторп» стал чемпионом; для Линдберг этот титул стал шестым в карьере. В 2009 году она сломала ногу на турнире в Германии. Перед следующем сезоном главный тренер «Сегельторпа» Бьёрн Фербер предложил Линдберг стать тренером клуба. Она не приняла предложение, продолжив играть в защите команды. После очередной травмы, полученной в регулярном чемпионате, Ильва решила выполнять тренерские функции, и считалась играющим тренером. В 2009 году, в возрасте 33-х лет, Линдберг окончила полицейскую академию и завершила игровую карьеру.

### Тренерская карьера
В 2010 году Линдберг начала работать тренером; во время карьеры она планировала, что после завершения карьеры станет хоккейным судьёй. В сезоне 2010/11 работала ассистентом тренера в «Сегельторпе», который стал чемпионом страны. В следующем сезоне она исполняла обязанности главного тренера клуба. По итогам чемпионата столичный клуб не сумел повторить достижения прошлых лет, проиграв на четвертьфинальной стадии плей-офф. В 2012 году Линдберг пригласили стать ассистентом главного тренера Никласа Хёгберга в сборной Швеции. В сезоне 2012/13 возглавила другой клуб чемпионата Швеции — АИК. В первый сезон она привела свой новый клуб к чемпионству. В 2014 году ей не удалось повторить успех, и сезон 2014/15 она проводила в качестве помощника тренера АИКа.
С 2015 года Линдберг перестала тренировать клубы и сосредоточилась на работе главным тренером в юниорской сборной Швеции. В 2016 году она привела команду к бронзовым медалям чемпионата мира до 18 лет. Ильва была главный тренером сборной до 16 лет, игравшей на Зимних юношеских Олимпийских играх 2016. На турнире, представленным только европейскими командами, сборная Швеция завоевала золотые медали. На юниорском чемпионате мира 2017 шведки под руководством Линдберг боролись за медали, но проиграли в матче за 3-е место сборной России со счётом 0:2. На турнире 2018 года юниорская сборная Швеции заняла наивысшее место в своей истории на мировых первенствах, завоевав серебряные медали. В апреле 2018 года Линдберг была включена в Зал славы шведского хоккея, пятой среди женщин.
Успехи в команде до 18 лет привели к приглашению Линдберг на пост главного тренера национальной команды. Она согласилась возглавить сборную, сменив на этой должности Лейфа Боорка. До приглашения в национальную команду Ильва 9 лет работала в полиции, сначала во внешней службе, а после в качестве надзирателя. Летом 2018 года Шведская хоккейная ассоциация прекратила финансовую поддержку женской сборной Швеции, что негативно отразилось на её состоянии. На чемпионате мира 2019 национальная команда выступила неудачно, заняв 9-е место и впервые в своей истории покинула элитный дивизион мирового первенства. После турнира Линдберг продолжила тренировать сборную. В январе 2020 года она собирала команду, которой предстояло выступить в первом дивизионе чемпионата мира 2020. Позже соревнование было отменено из-за пандемии COVID-19. В марте 2020 года Шведская хоккейная ассоциации убрала Ильву Линдберг с поста главного национальной команды и назначила руководить Ульфа Лунберга.

## Личная жизнь
Ильва Линдберг является открытой лесбиянкой. В 2006 году она объявила о своих отношениях с партнёршей по сборной Эрикой Хольст. Позже она встречалась с другой девушкой, Эмили, которая не была связана с хоккеем. После завершения игровой карьеры Линдберг вступила в браке с норвежской хоккеисткой Хеленой Мартинсен, взяв себе её фамилию. Во время сезона 2015/16 Хелен родила сына Лиама, которого они вместе воспитывают.

## Статистика
| Легенда | Легенда                    | Легенда | Легенда                   | Легенда | Легенда    |
| ------- | -------------------------- | ------- | ------------------------- | ------- | ---------- |
| И       | Количество проведённых игр | Штр     | Штрафное время            | +/−     | Плюс-минус |
| Г       | Голы                       | П       | Голевые передачи          | О       | Очки       |
| -       | Статистика неизвестна      | —       | Статистика не учитывалась |         |            |

### Международная
По данным: Eurohockey.com и Eliteprospects.com

## Достижения
| Год                    | Команда             | Достижение                              | Достижение |
| ---------------------- | ------------------- | --------------------------------------- | ---------- |
| Клубные                |                     |                                         |            |
| 1997                   | Нака                | Бронзовый призёр чемпионата Швеции (2)  |            |
| 2004                   | Мелархёйден/Бреденг | Бронзовый призёр чемпионата Швеции (2)  |            |
| 1998                   | Нака                | Чемпионка Швеции (6)                    |            |
| 2002, 2003, 2005, 2006 | Мелархёйден/Бреденг | Чемпионка Швеции (6)                    |            |
| 2008                   | Сегельторп          | Чемпионка Швеции (6)                    |            |
| 1999, 2000, 2001       | АИК                 | Серебряный призёр чемпионата Швеции (5) |            |
| 2007, 2009             | Сегельторп          | Серебряный призёр чемпионата Швеции (5) |            |
| Международные          |                     |                                         |            |
| 1993, 1995             | Швеция              | Серебряный призёр чемпионата Европы (2) |            |
| 2002                   | Швеция              | Бронзовый призёр Олимпийских игр        |            |
| 2005                   | Швеция              | Бронзовый призёр чемпионата мира        |            |
| 2006                   | Швеция              | Серебряный призёр Олимпийских игр       |            |

| Год  | Команда         | Достижение                                   | Достижение |
| ---- | --------------- | -------------------------------------------- | ---------- |
| 2013 | АИК             | Чемпионка Швеции                             |            |
| 2016 | Швеция (юниор.) | Бронзовый призёр юниорского чемпионата мира  |            |
| 2018 | Швеция (юниор.) | Серебряный призёр юниорского чемпионата мира |            |

| Год  | Достижение                            | Достижение |
| ---- | ------------------------------------- | ---------- |
| 2018 | Включена в Зал славы шведского хоккея |            |

- По данным Eliteprospects.com.